# Petr Svoboda (atlet)
Petr Svoboda (* 10. října 1984, Třebíč) je český atlet, sprinter, jehož specializací jsou překážkové běhy. Závodí za atletický oddíl PSK Olymp Praha. Dne 19. září 2013 oznámil ukončení sportovní kariéry ze zdravotních důvodů. V roce 2014 se ale úspěšně vrátil finálovou účastí na ME a v kariéře pokračuje nadále.  Jeho trenérem je Ludvík Svoboda.

## Sportovní kariéra
Pochází z Budišova. Začínal jako sprinter a dálkař, později se věnoval také víceboji. Od roku 2008 drží národní rekord v běhu na 110 metrů překážek (aktuálně časem 13,27 s z roku 2010) a od roku 2010 také národní rekord v běhu na 60 metrů překážek v hale (časem 7,44 s). Reprezentoval na letních olympijských hrách 2008 v Pekingu, kde ve velké konkurenci skončil v semifinále.
Dne 6. března 2009 vybojoval na halovém mistrovství Evropy v Turíně bronzovou medaili na 60 m překážek časem 7,61 s. Na berlínském mistrovství světa v atletice 2009 se v běhu na 110 metrů překážek probojoval až do finále, kde skončil na výborném šestém místě.
Dne 14. března 2010 se probojoval do finále na 60 m př. na HMS v katarském Dauhá. Tam si po nevydařeném startu doběhl v čase 7,58 s. pro 5. místo. Po diskvalifikaci původně čtvrtého Rusa Jevgenije Borisova kvůli dopingu se dodatečně posunul na 4. příčku. 30. července 2010 na ME v Barceloně vyhrál druhé semifinále (časem 13,44 s) a probojoval se tak do finále na 110 m př. V něm po výborném začátku klopýtl na 6. překážce a skončil na šestém místě.
Dne 19. února 2011 zvítězil na halovém atletickém mistrovství ČR časem 7,48 s; kterým se také zapsal do čela aktuálních evropských tabulek. Dne 4. března 2011 vybojoval svoji první velkou zlatou medaili na HME v Paříži časem 7,49 s.
Roku 2013 oznámil ukončení kariéry kvůli vleklým zdravotním problémům. K atletice se však vrátil, i přes svůj limitující zdravotní stav, a opět dokázal závodit na nejvyšší úrovni.
Na ME 2014 v Curychu se probojoval do finále, kde ještě vylepšil čtyři roky staré umístění z Barcelony, když doběhl pátý.
Finále běžel i na domácím halovém ME o rok později. V Praze skončil osmý.
V roce 2017 na Halovém mistrovství Evropy získal bronzovou medaili v běhu na 60 metrů překážek.

## Osobní život
Jeho manželkou byla od roku 2012 česká atletka (tyčkařka) Jiřina Ptáčníková, po svatbě Svobodová. V létě 2014 se rozvedli.

## Osobní rekordy
- 60 m přek. (hala) – 7,44 s – 27. února 2010, Praha NR[9]
- 110 m přek. (dráha) – 13,27 s – 14. června 2010, Praha NR